# 少年犯之七人
《少年犯之七人》是由作家安部讓二原作、日本漫画家柿崎正澄作畫的日本漫畫作品。於小學館發行的漫畫雜誌《週刊Young Sunday》2001年51號上開始連載，2008年7月31日因連載雜誌休刊，自第四部起移到《Big Comic Spirits》2009年29號（6月15日）上連載，至2010年5、6號（1月4日）連載完畢。單行本全22冊，累計銷售量突破330万部。2006年獲第51回小學館漫畫賞大賞。
原作者安部讓二曾稱之為「愛與勇氣的故事」，這部作品亦是安部自身的經驗所寫成的。
2010年4月至9月於日本電視台播映同名電視動畫。

## 劇情簡介
昭和30年（1955年），6名17歲少年因犯罪而進入「湘南特別少教所」的二舍六房。他們對同屋裡較年長的樱哥的教導銘記心中，出獄後，面對世間的痛苦、不合理，堅強地開始各自的人生。

## 登場人物

### 二舍六房的七人
樱木六郎太（樱哥）
配音員：小山力也
「二舍六房」的前輩。為了讓迫田成為職業拳手，替他頂替了傷害罪。因導致父親自殺而自責，有產生「殺死自己」念頭的可能性。夢想是拳擊世界冠軍。
對丟失目標和夢想的6個少年教導了帶著「愛和勇氣」堅強地活下去。是6人最尊敬的老大。
第一章的終盤被石原用刀具刺傷，隨即為了看到拳賽因而被美軍的憲兵槍殺。死後，從遺體里檢出的子彈被6人繼承。
水上真理雄（雄仔）【17】
配音員：小栗旬
暴行罪/傷害罪【打意图性侵害女同学的老师至住院3个月】/殺人未遂。
性格跟樱哥最像的熱血善良的男人。急性子。
6人中最晚出獄。繼承樱哥的遺志，以世界拳王為目標。
在第三季最後因為左眼失明 而去夏威夷當拳擊手
前田昇（水魚）【16】
配音員：朴璐美
窃盗罪/吃霸王餐/欺诈/逃獄罪……等等。
廣島市原子彈爆炸後的孤兒。夢想是賺大錢。
第二部受輻射線影響，身體不好。
遠山忠義（義仔）【17】
配音員：黑田崇矢
暴行罪/傷害罪【打妈妈的情人】/公務執行妨害/防衛過當。
因入選日本自衛隊而最早出獄，後來和阿丈的妹妹相愛結婚。
野本龍次（狂龍）【17】
配音員：藤原啟治/西墻由香（幼少）
詐欺罪/侵吞入所。
父親在滿洲戰死，因戰後混亂的社會不相信其他人，多虧朋友而開始會相信別人。
横須賀丈（阿丈）【16】
配音員：羽染達也/柴井伶太（幼少）
暴行罪/傷害罪 【将袭击自己的人打至住院3个月】/不健康的性活動。
混血兒。幼少時和妹妹一起被母親丟在孤兒院的門前。因其金髪碧眼端正的容貌，遭到孤兒院女性院長性虐待。入所後知道妹妹要被養父帶走，曾企圖逃獄救助妹妹。
以歌手為夢想。
松浦万作（椰菜）【17】
配音員：脇知弘
通称的由来是右肩有個像椰菜的岩牡丹的刺青。
暴行罪/傷害罪【酒后伤人】。
遲鈍、溫柔，飯量極大的怪力男。

### 朋友
小池（則松）節子
配音員：貫地谷詩穗梨
護理人員。在少教所認識了樱哥，成為戀人。樱哥死后久久不能忘懷。後來和則松康郎結婚、生一子。
莉莉
配音員：山像香織
出入美軍基地的娼婦。曾幫助雄仔聯繫拳擊賽。以後成為支持6人的姐姐般的存在。
横須賀惠
配音員：豐口惠 / 荒井ひな（幼少）
阿丈的妹妹。12歳時被養父帶走，之後受到養父性虐待、15歳時逃走。現在是莉莉開的酒店的幫手。後來義仔相愛結婚。
瑠璃子
第三章起登場。是前田昇雇用的助理，仰慕真理雄並與之交往，則松俊郎捲入事件時發現詐騙集團的陰謀。

### 特少關係者
石原【变态。S。视少年们如猪狗】
配音員：石井康嗣
第一章・第二章登場。「湘南特別少年院」的看守。
因為樱哥知道某個事件的真相而屢次對其和朋友下毒手。有注射毒品‧菲洛本的習慣而染上毒癮。
佐佐木義助【变态】
配音員：土師孝也
第一章・第二章登場。同院的嘱託医師，是個同性戀。在第二章初盤時參選市長，被六人在演說會當天爆出惡行身敗名裂。
熊谷
配音員：青木強
第一章登場。同院的看守。與石原不同對7人同情的温厚的人。被石原設計殺害、死亡。
荻野榮一
配音員：喜安浩平
第一章登場。強盗罪入所。
某個事件的被害者。留下遺書后自殺。

### 極道關係者
有藤
配音員：寺杣昌紀
第二卷起登場。
田中
配音員：古谷徹
第二卷起登場。
迫田 鐵
第四卷登場。
福本組總長
配音員：有本欽隆

### 外國詐欺團體
第三章後段登場。
安東尼·卡納里
義大利籍美國人、詐欺集團的首領，對則松夫妻以俄革岡州農業委員會 布蘭迪茲偽名自稱。最後在搭飛機逃亡時被則松俊郎槍殺墜機身亡。
貝娜·威廉斯
善用身體、美貌和毒品來迷惑被害者的白人金髮女性。最後死於失去理智的則松俊郎槍下
哈里·懷特曼
猶太裔美國人。為畢業於哥倫比亞大學精英，在美國犯下數十起詐欺案而逃亡。之後轉往在日本繼續設下騙局拐騙。
鮑伯·艾斯皮諾薩
生在宿務的菲律賓人。負責毒品和槍支、販賣婦女管道。
約翰·赫頓
前職業摔跤手。因殺害與其發生爭執的客人而退出摔角界。以保鑣身分隨同抵達日本
克里斯·古·席爾瓦

### 其他
則松康郎
配音員：川島得愛
節子相親結婚的丈夫，與節子育有一子。本是普通上班族，後因捲入詐騙集團又同時染上毒癮，最後跟詐騙集團同歸於盡。
前畑伸之輔
橫須賀惠的養父，於第一章初盤、第三章登場，昭和30年時從孤兒院收養惠並長期性侵，第三章時企圖要帶走逃家的惠，最後在惠爆料出養父惡行之後，被旭龍山等人抄家。
杉
配音員：瀧口順平
經營一分屋，雇用前田昇當助手 ，後來又雇用莉莉當家政婦
高田
配音員：柴田秀勝
檢察官，忌惡如仇，年輕時和野本龍次的父親是戰友
木暮 義隆
配音員：吉野裕行
東田
配音員：石塚運昇
東田醫院的院長，幫真理雄治好右手
渡辺 絵里子
配音員：川上麻衣子
第二章登場 妓女
山内 菜緒子
配音員：小山茉美
橫須賀丈的經紀人，跟福本組有關係
川又
配音員：古澤徹
山內店裡的鋼琴師，曾指導丈學習

## 出版書籍
| 卷數 | 講談社         | 講談社                 | 尖端出版社     | 尖端出版社           |
| 卷數 | 發售日期       | ISBN                   | 發售日期       | EAN                  |
| ---- | -------------- | ---------------------- | -------------- | -------------------- |
| 1    | 2003年4月5日   | ISBN 4-09-153031-1     | 2003年10月28日 | EAN 471-0614-36378-0 |
| 2    | 2003年7月5日   | ISBN 4-09-153032-X     | 2004年4月27日  | EAN 471-0614-36462-0 |
| 3    | 2003年10月4日  | ISBN 4-09-153033-8     | 2004年5月6日   | EAN 471-0614-36734-4 |
| 4    | 2003年12月5日  | ISBN 4-09-153034-6     | 2004年7月23日  | EAN 471-0614-36762-X |
| 5    | 2004年4月5日   | ISBN 4-09-153035-4     | 2004年8月17日  | EAN 471-0614-37052-3 |
| 6    | 2004年7月5日   | ISBN 4-09-153036-2     | 2004年10月15日 | EAN 471-0614-37180-5 |
| 7    | 2004年10月5日  | ISBN 4-09-153037-0     | 2005年1月18日  | EAN 471-0614-37313-1 |
| 8    | 2004年12月27日 | ISBN 4-09-153038-9     | 2005年4月25日  | EAN 471-0614-37530-4 |
| 9    | 2005年4月5日   | ISBN 4-09-153039-7     | 2005年8月24日  | EAN 471-0614-37724-0 |
| 10   | 2005年7月5日   | ISBN 4-09-153040-0     | 2005年9月21日  | EAN 471-0614-37886-5 |
| 11   | 2005年11月4日  | ISBN 4-09-153291-8     | 2006年4月12日  | EAN 471-7702-20310-8 |
| 12   | 2006年2月3日   | ISBN 4-09-151047-7     | 2006年9月6日   | EAN 471-7702-20647-5 |
| 13   | 2006年5月2日   | ISBN 4-09-151080-9     | 2006年12月7日  | EAN 471-7702-20773-1 |
| 14   | 2006年8月4日   | ISBN 4-09-151108-2     | 2007年7月13日  | EAN 471-7702-21248-3 |
| 15   | 2006年11月2日  | ISBN 4-09-151134-1     | 2008年3月11日  | EAN 471-7702-21725-9 |
| 16   | 2007年3月5日   | ISBN 978-4-09-151169-0 | 2008年7月18日  | EAN 471-7702-22050-1 |
| 17   | 2007年6月5日   | ISBN 978-4-09-151204-8 | 2008年11月5日  | EAN 471-7702-22055-6 |
| 18   | 2007年9月5日   | ISBN 978-4-09-151226-0 | 2009年4月16日  | EAN 471-7702-22513-1 |
| 19   | 2007年12月28日 | ISBN 978-4-09-151257-4 | 2009年8月24日  | EAN 471-7702-22514-9 |
| 20   | 2008年5月2日   | ISBN 978-4-09-151326-3 | 2009年10月14日 | EAN 471-7702-22515-7 |
| 21   | 2009年12月26日 | ISBN 978-4-09-151477-4 | 2010年12月14日 | EAN 471-7702-23679-5 |
| 22   | 2010年2月27日  | ISBN 978-4-09-151493-6 | 2011年5月24日  | EAN 471-7702-23750-3 |

## 電視動畫

### 工作人員
- 監督 ： 神志那弘志
- 系列構成 ： 高屋敷英夫
- 人物設計 ： 菊池愛
- 總作畫監督 ： 菊池愛、高橋美香
- 美術監督 ： 清水友幸
- 攝影監督 ： 増元由紀大
- 色彩設計 ： 堀川佳典
- 編集 ： 寺内聡
- 音響監督 ： 三間雅文
- 動畫製作 ： Madhouse
- 製作著作 ： VAP (company)

- 旁白：林原惠

### 主題曲
片頭曲「We're not alone」
歌 ： coldrain（Vap）
片尾曲「A FAR-OFF DISTANCE」
歌 ： Galneryus（Vap）

### 各集標題
| 集數     | 標題                | 腳本       | 分鏡            | 演出              | 作畫監督          | 播放日期      |
| -------- | ------------------- | ---------- | --------------- | ----------------- | ----------------- | ------------- |
| CRIME 1  | After the rain      | 高屋敷英夫 | 神志那弘志      | 倉田綾子          | 菊池愛            | 2010年 4月6日 |
| CRIME 2  | Fugitive            | 高屋敷英夫 | 島津裕行        | 米田和博          | 高橋美香          | 4月13日       |
| CRIME 3  | Distrust            | 広田光毅   | 中山正恵        | 細田雅弘 田中智也 | 小山知洋 山崎展義 | 4月20日       |
| CRIME 4  | Dissolve            | 広田光毅   | 倉田綾子        | 倉田綾子          | 石井舞            | 4月27日       |
| CRIME 5  | Someday…            | 高屋敷英夫 | 吉川博明        | 平尾みほ          | 山中正博          | 5月4日        |
| CRIME 6  | Truth               | 広田光毅   | 島津裕行        | 禹勝旭            | 李炫姃            | 5月11日       |
| CRIME 7  | Determination       | 高屋敷英夫 | 矢嶋哲生        | 矢嶋哲生          | 嶋津郁雄          | 5月18日       |
| CRIME 8  | Freedom             | 筆安一幸   | 吉川博明        | 米田和博          | 朝来昭子          | 5月25日       |
| CRIME 9  | Lament              | 広田光毅   | 倉田綾子        | 倉田綾子          | 石井舞 平山貴章   | 6月1日        |
| CRIME 10 | Vengeance           | 高屋敷英夫 | 福田道生        | 細田雅弘 田中智也 | 小山知洋          | 6月8日        |
| CRIME 11 | Showdown            | 筆安一幸   | 吉川博明        | 禹勝旭            | 李炫姃            | 6月15日       |
| CRIME 12 | Promise             | 広田光毅   | 島津裕行        | 平尾みほ          | 山中正博          | 6月22日       |
| CRIME 13 | Recollect（總集篇） | 高屋敷英夫 | 神志那弘志      | 神志那弘志        | 菊池愛 高橋美香   | 6月29日       |
| CRIME 14 | Revenge             | 高屋敷英夫 | 矢嶋哲生        | 矢嶋哲生          | 嶋津郁雄          | 7月6日        |
| CRIME 15 | Annoyance           | 高屋敷英夫 | 笹木信作        | 米田和博          | 朝来昭子 高橋美香 | 7月13日       |
| CRIME 16 | Hidden              | 広田光毅   | 吉川博明 許平康 | 禹勝旭            | 李炫姃            | 7月20日       |
| CRIME 17 | Parting             | 高屋敷英夫 | 福田道生        | 倉田綾子          | 石井舞            | 7月27日       |
| CRIME 18 | Unbreakable         | 広田光毅   | 中山正恵        | 細田雅弘 田中智也 | 小山知洋 山崎展義 | 8月3日        |
| CRIME 19 | Reunion             | 広田光毅   | 島津裕行        | 許平康            | 山中正博          | 8月10日       |
| CRIME 20 | Vocation            | 高屋敷英夫 | 矢嶋哲生        | 矢嶋哲生          | 山口真未          | 8月17日       |
| CRIME 21 | Blinded             | 高屋敷英夫 | 島津裕行        | 米田和博          | 朝来昭子          | 8月24日       |
| CRIME 22 | Emergence           | 高屋敷英夫 | 倉田綾子        | 倉田綾子          | 石井舞            | 8月31日       |
| CRIME 23 | Chance              | 広田光毅   | 山城智恵        | 山城智恵          | 山中正博          | 9月7日        |
| CRIME 24 | Desperate           | 広田光毅   | 福田道生        | 禹勝旭            | 李炫姃            | 9月14日       |
| CRIME 25 | Independence        | 広田光毅   | 笹木信作        | 禹勝旭            | 張吉容 金東俊     | 9月21日       |
| CRIME 26 | Over the rainbow    | 高屋敷英夫 | 神志那弘志      | 許平康            | 李炫姃            | 9月28日       |

## 播放電視台
日本深夜動畫：下文記載的日本国内播放時間使用日本標準時間（UTC+9）表示。因為部分時間标识會採用30小时制，因此請留意这类超过24:00的时间，其實際播放時間為翌日清晨。
| 播放地區   | 放送局            | 播放日期                       | 播放時間                   | 備註                                                    |
| ---------- | ----------------- | ------------------------------ | -------------------------- | ------------------------------------------------------- |
| 日本全域   | 萬代頻道          | 2010年4月2日 - 10月1日         | 星期五 12時00分更新        | 網路配信 最新話1週內期間免費觀看 2話以後日視延遲3日播出 |
| 關東廣域圈 | 日本電視台（NTV） | 2010年4月6日 - 9月28日         | 星期二 24時59分 - 25時29分 | 製作電視台                                              |
| 中京廣域圈 | 中京電視台（CTV） | 2010年4月16日 - 10月8日        | 星期五 26時59分 - 27時29分 |                                                         |
| 北海道     | 札幌電視台（STV） | 2010年5月26日 - 11月17日       | 星期三 25時34分 - 26時04分 |                                                         |
| 近畿廣域圈 | 讀賣電視台（YTV） | 2010年6月28日 - 12月20日       | 星期一 26時47分 - 27時17分 | MONDAY PARK 第3部                                       |
| 日本全域   | 日視+             | 2010年10月22日 - 2011年4月22日 | 星期五 25時30分 - 26時00分 | 有重播                                                  |

## 漫畫與動畫的差異
1. 阿丈逃獄：漫畫一開始是阿丈和水魚。動畫只有阿丈逃出。
2. 卷心菜女友：漫画中提及卷心菜女友在湘南特少进行演出慰问事件。动画未提及。
3. 佐佐木参选：漫画中六人报复佐佐木事件中旅馆的床上有个被打伤的男孩。动画改为床上只有被服。
4. 检控官拜访：漫画中检控官取消对真理雄的监控后有去野本家吊唁故友。动画未提及，改为一句带过。
5. 阿丈登台：漫画中乐队Golden Boys的吉他手在阿丈获邀音乐节后求阿丈加入其乐队，被拒绝后到原来阿丈打杂的乐队Five Lemons处寻事，遭到报复。动画没有提及。
6. 兵哥在部队：漫画中提及兵哥在部队已经晋升为一士以及在部队中的一些事。动画未提及。
7. 台风登陆：漫画中提及台风在关东登陆时六人的际遇，重点描写兵哥跟随自卫队为防范河川泛滥而出动的相关故事。动画未提及。

### 出處
1. ↑  .   [2010-04-02]. （原始内容存档于2010-04-04）.
2. ↑  《Big Comic Spirits》2010年最後一回連載的最後一頁

## 外部連結
- （日語）週刊YOUNG SUNDAY官網
- （日語）動畫官方網站 （页面存档备份，存于）